# Urai
Urai (russisch Ура́й) ist eine Stadt im Autonomen Kreis der Chanten und Mansen/Jugra in Westsibirien (Russland). Sie hat 39.457 Einwohner (Stand 14. Oktober 2010).

## Geographie
Die Stadt liegt inmitten der Wälder und Sümpfe der Kondaniederung, einem Teil des Westsibirischen Tieflandes, etwa 350 Kilometer südwestlich des Verwaltungszentrums Chanty-Mansijsk. Urai liegt am rechten Ufer des Flusses Konda.
Die Stadt Urai ist der Region administrativ direkt unterstellt. Mehrere kleinere Siedlungen, hauptsächlich in nordwestlicher Richtung gelegen, wie Nasarowo, Tschantyrja und Schaim, gehören zum Stadtgebiet.

## Geschichte
1922 gründeten Umsiedler aus Zentralrussland in der Nähe der heutigen Stadt die Siedlung Kolossja.
Ende der 1950er Jahre entstand hier eine Basis zur Erdölerkundung, und 1960 wurde etwa 40 Kilometer nordwestlich, beim Dorf Schaim, die erste Erdöllagerstätte Westsibiriens Schaimskoje entdeckt. In Folge wuchs der Ort schnell und erhielt 1965 das Stadtrecht unter dem Namen Urai (mansisch für Altarm eines Flusses, bogenförmiger See).

### Bevölkerungsentwicklung
| Jahr | Einwohner |
| ---- | --------- |
| 1959 | 900       |
| 1970 | 17.385    |
| 1979 | 21.519    |
| 1989 | 37.198    |
| 2002 | 38.872    |
| 2010 | 39.457    |

Anmerkung: Volkszählungsdaten (1959 gerundet)

## Kultur, Bildung und Sehenswürdigkeiten
Urai besitzt ein Museum zur Stadtgeschichte.
In der Stadt gibt es Filialen der Tjumener Staatlichen Universität (seit 1995) und der Tjumener Staatlichen Erdöl- und Erdgas-Universität.

## Wirtschaft und Infrastruktur
Die Stadt ist wichtige Basis für die Erdölförderung im Westteil des Westsibirischen Tieflandes. Sie ist eine der drei Ursprungsstandorte des Erdölkonzerns Lukoil (das U im Unternehmensnamen steht für Urai). Hier beginnt eine Erdölpipeline nach Tjumen.
Daneben gibt es Unternehmen der Bauwirtschaft und der Lebensmittelindustrie.
Urai besitzt einen Flughafen und ist mit seinem Busbahnhof lokales Verkehrszentrum. Die nächstgelegene Eisenbahnstation befindet sich 160 Kilometer abwärts der Konda bei der Siedlung Meschduretschenski (Station Ustje-Acha), wo eine in den 1960er Jahren erbaute Strecke ab Jekaterinburg endet.

## Söhne und Töchter der Stadt
- Wiktorija Schilinskaite (* 1989), russische Handballspielerin